# Feuguerolles
Feuguerolles település Franciaországban, Eure megyében. Lakosainak száma 169 fő (2022. január 1.). Feuguerolles Bérengeville-la-Campagne, Canappeville, Écauville, Quittebeuf, Saint-Aubin-d’Écrosville és Villettes községekkel határos.

## Népesség
A település népességének változása:
| Lakosok száma | 109  | 109  | 146  | 178  | 180  | 180  | 177  | 175  | 173  | 169  |
|               | 1968 | 1982 | 1990 | 2006 | 2013 | 2015 | 2017 | 2019 | 2020 | 2022 |